# Lê Thị Bích Trân
Lê Thị Bích Trân (sinh năm 1958) là phu nhân của Thủ tướng Chính phủ nước Cộng hòa xã hội chủ nghĩa Việt Nam trong nhiệm kỳ thủ tướng của chồng bà là Phạm Minh Chính từ ngày 5 tháng 4 năm 2021 cho đến nay.

## Sự kiện đặt tên
Vào sáng ngày 9 tháng 2 năm 2023, trong chuyến thăm chính thức đến Singapore, bà và chồng bà là thủ tướng Phạm Minh Chính đã tham dự một lễ tại Vườn bách thảo Singapore. Tại đây, bà và chồng bà đã chứng kiến lễ đặt tên cho một loài hoa lan mới của Singapore. Tên của loài hoa mới này là "Papilionanda Pham Le Tran Chinh", đã được ghép từ họ tên của bà và chồng bà là thủ tướng Phạm Minh Chính.